# Colonia estiva

Immagine del 1954: colonia marina di Piscinas, costituita negli anni '50 del 1900, per i figli dei lavoratori delle miniere sarde di Ingurtosu

La colonia estiva è una struttura situata presso località di spiaggia (marine, lacustri o fluviali), montane (in tal caso si parla di colonia montana) o di campagna, destinata al soggiorno di bambini e adolescenti che vi svolgono attività ludiche e ricreative.

## Italia
In Italia sorge per iniziativa dell'ospedale di Lucca nel 1822, che organizza a Viareggio una colonia per i bambini di strada. Verso la metà dell'Ottocento gli ospizi marini sono più di cinquanta, localizzati in Toscana, Emilia e Romagna. Oltre alle colonie marine sorgono anche le colonie alpine: la colonia alpina San Marco di Pedavena, oggi all'interno del Parco Nazionale delle Dolomiti Bellunesi, viene fondata nel 1898. Durante la prima guerra mondiale la Croce Rossa aumenta l'interesse per queste iniziative e nel 1928 le colonie vengono affidate all'Opera Nazionale per la Maternità ed Infanzia.
Durante il fascismo le colonie vengono intensificate e rivolte a bambini e ragazzi allo scopo di sostenere le famiglie meno agiate e offrire un periodo di attività fisica e ludica per le future generazioni. Una delle colonie marine più grandi ed importanti realizzate durante questo periodo fu quella edificata a Gaeta, sulla spiaggia di Serapo, intitolata alla memoria di Alessandro Italico Mussolini, nipote del Duce e dirigente dell'Opera nazionale balilla, deceduto all'età di vent'anni. La colonia fu distrutta durante la seconda guerra mondiale dai tedeschi, che temevano lo sbarco alleato sulla spiaggia di Gaeta oppure su quella di Anzio, dove in realtà avvenne.
Dopo la seconda guerra mondiale viene riconosciuto il carattere formativo ed emancipante delle colonie, le quali non saranno più rivolte alle sole fasce svantaggiate. Già a partire dagli anni '70, esse passano di competenza alle amministrazioni (Comunali, alle Comunità Montane) e agli Enti pubblici.
Oltre agli enti pubblici anche grandi aziende private avevano istituito colonie estive per i figli dei dipendenti.

## Evoluzione delle colonie estive
Con il passare degli anni, le colonie estive hanno assunto obiettivi e significati differenti da quelli per cui erano state inizialmente pensate.
A partire dagli anni '70, il forte cambiamento strutturale della società occidentale determina una profonda crisi delle colonie estive nel senso classico del termine, mano a mano sostituite dalla villeggiatura con la famiglia, tradizionale o allargata. Entra in scena anche la scuola, che, gradualmente, introduce nuove pratiche legate al concetto di viaggio culturale per i giovani.
Di pari passo al suddetto processo di maturazione, le famiglie italiane continuano a sentire, sempre più intensamente, la necessità di combinare l'aspetto educativo e didattico proprio della scuola con quello più ludico e di svago dello sport, specialmente nel periodo estivo, dove la quantità di tempo libero per i giovani aumenta notevolmente a causa della chiusura della scuola.
In questo contesto si assiste ad una generalizzata apertura dei genitori verso esperienze vissute dai figli in completa autonomia; senza, cioè, la presenza e il controllo diretto della famiglia.
Ecco che la colonia estiva perde la sua funzione di struttura assistenziale sopra descritta, assumendo sfumature completamente diverse: essa diventa un'esperienza formativa a 360° per i partecipanti, dedicata non più solo alla salvaguardia della salute fisica, ma anche alla corretta crescita motoria, alla coltivazione di passioni e hobby, al miglioramento delle lingue straniere, allo sviluppo di relazioni sociali con coetanei, tutti aspetti ritenuti fondamentali nella società moderna.
Attualmente, con il termine colonia estiva si intende pertanto una vacanza tematica dedicata a giovani tra i 5 e i 20 anni, solitamente situata in località marittime e/o di montagna e incentrata sullo sport, sull'apprendimento di lingue straniere, sulle passioni dei giovani e, in generale, sullo svago.
Talvolta il termine colonia estiva viene impropriamente utilizzato come sinonimo di campo estivo, ancorché la definizione più corretta sia camp estivo oppure campus estivo.